# Patricia Arce
María Patricia Arce Guzmán (Quillacollo, 6 de mayo de 1970) es una política y abogada boliviana. Militante del Movimiento al Socialismo, fue alcaldesa de Vinto entre 2015 y 2020, y desde ese año es senadora por el departamento de Cochabamba.

## Biografía
Nació en Quillacollo, departamento de Cochabamba, siendo la menor de 10 hermanos. Tras estudiar bachillerato y mecánica automotriz, se graduó de abogada y luego fue asistente fiscal en la provincia del Chapare y coordinadora de la Unidad Móvil de Patrullaje Rural. Dio seminarios y fue asesora de comunidades y entidades campesinas.
Fue invitada a ser candidata por Unidad Cívica Solidaridad (la cual rechazó) y en 2015 Evo Morales le ofreció postularse a la alcaldía de Vinto, municipio en el cual residía desde hace dos décadas. Se sumó así al Movimiento al Socialismo - Instrumento Político por la Soberanía de los Pueblos (MAS-IPSP) y ganó la elección local.
En el marco de la crisis política en Bolivia de 2019, el 6 de noviembre fue linchada en público cuando un grupo de manifestantes ingresó al edificio de la Municipalidad de Vinto para expulsarla por la fuerza bajo acusaciones de «contrarrestar» movilizaciones ciudadanas con mineros, quemando además las instalaciones gubernamentales. Arce Guzmán fue secuestrada por una turba y arrastrada por la calle, siendo obligada a caminar descalza varios kilómetros y sufriendo diversas agresiones físicas al ser golpeada, rapada y rociada de pintura roja por todo el cuerpo. Fue rescatada por policías y atendida en un hospital en Villa Capinota. Pese a los hechos, continuó en el cargo de alcaldesa.
A fines de diciembre de 2019, la Comisión Interamericana de Derechos Humanos otorgó medidas cautelares a favor suyo y de sus hijos «tras considerar que se encuentran en una situación de gravedad y urgencia de riesgo de daño irreparable a sus derechos», constatando que Arce Guzmán no había recibido ningún esquema de protección por parte del Estado boliviano.
En las elecciones generales de 2020, en las que triunfó el binomio presidencial del MAS (Luis Arce Catacora-David Choquehuanca), fue elegida senadora por el Departamento de Cochabamba para el período legislativo 2020-2025, al ocupar el segundo lugar en la lista de candidatos titulares por el MAS. Asumió en noviembre del mismo año.
En 2018 había recibido el Premio Internacional Maya.
Ha ejercido como Asesora de la Organización de Mujeres Bartolina Sisa.